# Provinz Ballivián
Die Provinz Ballivián (komplett: Provincia del General José Ballivián Segurola) ist eine Provinz im westlichen Teil des Departamento Beni im südamerikanischen Anden-Staat Bolivien. Sie trägt ihren Namen zu Ehren von Präsident José Ballivián (1805–1852).

## Lage
Die Provinz ist eine von acht Provinzen im Departamento Beni. Sie grenzt im Nordwesten an das Departamento Pando, im Westen an das Departamento La Paz, im Süden an die Provinz Moxos, im Osten an die Provinz Yacuma, und im Norden an die Provinz Vaca Díez.
Die Provinz erstreckt sich zwischen 12° 00' und 15° 42' südlicher Breite und 66° 17' und 67° 32' westlicher Länge, ihre Ausdehnung von Westen nach Osten beträgt bis zu 140 Kilometer, von Norden nach Süden 550 Kilometer.

## Bevölkerung
Die Einwohnerzahl der Provinz Ballivián ist in den vergangenen beiden Jahrzehnten auf nahezu das Doppelte angestiegen:
| Jahr | Einwohner | Quelle       |
| ---- | --------- | ------------ |
| 1992 | 47.420    | Volkszählung |
| 2001 | 68.174    | Volkszählung |
| 2012 | 82.783    | Volkszählung |
| 2024 | 88.764    | Volkszählung |

45,6 Prozent der Bevölkerung sind jünger als 15 Jahre, der Alphabetisierungsgrad in der Provinz beträgt 80,0 Prozent. (2001)
95,0 Prozent der Bevölkerung sprechen Spanisch, 6,8 Prozent Aymara, 6,5 Prozent Quechua, und 9,3 Prozent andere indigene Sprachen. (1992)
68,1 Prozent der Bevölkerung haben keinen Zugang zu Elektrizität, 47,9 Prozent leben ohne sanitäre Einrichtung. (1992)
82,5 Prozent der Einwohner sind katholisch, 12,8 Prozent sind evangelisch. (1992)

## Gliederung
Die Provinz Ballivián gliederte sich bei der letzten Volkszählung von 2024 in die folgenden vier Verwaltungsbezirke (bolivianisch „Municipios“):
- 08-0301 Municipio Reyes (11.870 km²) im nordwestlichen Teil der Provinz – 11.274 Einwohner – 0,9 Einwohner/
- 08-0302 Municipio San Borja (8.542 km²) im südöstlichen Teil der Provinz – 45.562 Einwohner – 5,3 Einwohner/km²
- 08-0303 Municipio Santa Rosa de Yacuma (9.706 km²) im nordöstlichen Teil der Provinz – 10.910 Einwohner – 1,1 Einwohner/km²
- 08-0304 Municipio Rurrenabaque (2.820 km²) im südwestlichen Teil der Provinz – 21.018 Einwohner – 7,5 Einwohner/km²

## Ortschaften in der Provinz Ballivián
- Municipio Reyes
  - Reyes 7202 Einw. – Candelaria 195 Einw. – Puerto Cavinas 112 Einw.

- Municipio San Borja
  - San Borja 17.520 Einw. – Yucumo 4693 Einw. – El Palmar 711 Einw. – Tacuaral de Mattos 489 Einw. – La Cruz 486 Einw. – Quiquibey 162 Einw. – Galilea 149 Einw. – Tierra Santa 148 Einw.

- Municipio Santa Rosa de Yacuma
  - Santa Rosa de Yacuma 4727 Einw. – El Triunfo 454 Einw. – Comunidad Australia 373 Einw. – El Cerrito 273 Einw. – El Rosario 248 Einw. – Ponton Santa Teresa del Yata 55 Einw.

- Municipio Rurrenabaque
  - Rurrenabaque 13.446 Einw. – Nuevos Horizontes 575 Einw.